# Arthur Walker
Arthur Geoffrey Walker (17. července 1909 – 31. března 2001) byl významný matematik, který udělal důležité příspěvky ve fyzice a fyzikální kosmologii. Ačkoli byla jeho hlavní činností geometrie, nejznámější je díky dvěma důležitým příspěvkům k obecné relativitě. Spolu s Howardem P. Robertsonem vytvořil známou Robertsonovu–Walkerovu metriku pro Friedmannův–Lemaîtrův–Robertsonův–Walkerův kosmologický model, který je přesným řešením Einsteinových polních rovnic. Spolu s Enrico Fermim zavedl pojem Fermiho–Walkerova diferenciace.

## Mládí
Walker chodil na Watford Grammar School for Boys, poté získal stipendium na Balliol College na Oxfordské univerzitě, kde promoval s vyznamenáním. Následně studoval na Merton College rovněž v Oxfordu a doktorát dokončil na Edinburské univerzitě.

## Akademická kariéra
Walker získal místo jako odborný asistent na Imperial College London v roce 1935. V následujícím roce byl jmenován Asistentem v oboru čisté matematiky na Univerzitě v Liverpoolu, kde působil do roku 1947. Poté se přestěhoval na University of Sheffield jako profesor čisté matematiky. Roku 1952 se vrátil na Liverpool University, kde se v roce 1962 stal děkanem na přírodovědecké fakultě. Členem Královské společnosti byl zvolen v roce 1955. Působil jako předseda Londýnské Matematické Společnosti dva roky v období od roku 1962 do roku 1963. Do penze odešel v roce 1974.

## Ocenění a vyznamenání
- Člen Královské astronomické společnosti, 1934
- Člen Royal Society of Edinburgh, 1946
- Berwickova cena, 1947
- Keithova cena, 1947-1949[5]
- Člen Královské společnosi, 1955

## Osobní život
Walker byl ženatý s Phyllis Ashcroft Freemanovou, vzali se v roce 1939. Oba manželé byli vynikající tanečníci. Walker zemřel 31. března 2001 ve věku 91.